# Durin

Emblema personală a lui Durin.

Durin este un personaj fictiv din lumea scriitorului englez Tolkien. El este primul pitic (gnom) din istoria Ardei. Acesta a fost numit și nemuritorul, deoarece a avut o viață care a durat mai multe evuri. Durin a fost creat de către valarul Aule, dar nu a putut avea viață proprie decât după ce i-a fost dată de către Eru Ilúvatar. El a fost primul rege al gnomilor și a trăit în minele Moria din Munții Cețoși. Durin a fost cel mai bătrân din cei șapte părinți ai gnomilor, moștenitorii săi din zilele de dinaintea Războiului Inelului fiind Thror, fiul lui Thrain și nepotul său Thorin Scut de Stejar. El a fost adormit de către valari până la venirea Primilor copii ai lui Ilúvatar (elfii) care în limba quenia se numesc și quendi. Se spune despre Durin că a avut șase reîncarnări, ceea ce este posibil, deoarece cei șase moștenitori ai săi i-au semănat atât de mult la chip și la caracter, încât se credea că aceștia sunt reîncarnări ale lui Durin Nemuritorul.